# Рибний ринок
Рибний ринок (англ. Fish market) — популярний сюжет серед творів фламандського художника 17 ст. Франса Снейдерса.
Після створення серії картин «Лавки» за замовленням єпископа міста Брюгге — Антонія Тріста, Снейдерс декілька разів звертався до вдалих власних композицій на подібну тематику. Вони мають узагальнену назву «Лавки», «Комори» або «Ринки».
Рибний ринок — картина по-за серії, що була створена по замові єпископа міста Брюгге, хоча там теж була картина на подібний сюжет. В творі з музею у Відні художник відтворив шматочок порту з краєвидом моря. Хлопець-слуга необережно готує черговий товар для продажу, живий і щойно виловлений. На полиці прилавку хаотично розкидані рибини різних видів і розмірів, що дивують розмаїттям форм і кольорів. Характерною особливістю мистецтва фламандського бароко була надлишковість, перебільшення. Має місце перебільшення і в композиції Снейдерса «Рибний ринок», хоча воно добре спрацьовує на декоративність твору.
Спеціалізація по створенню картин відповідного жанру у Фландрії відбилася і в створенні цієї композиції. Відмінний майстер зображень тварин, фруктів, рослин — Снейдерс неохоче брався за створення людських фігур. Але вони добре оживляли великі за розмірами картини майстра. Часто вони нагадують побутові ситуації — розмова хазяйки з черговою клієнткою, слуга, що порається в лавці, хлопчик, що допомагає батькові-власнику. Але створення людських персонажів Снейдерс постійно доручав або своїм учням, або друзям-художникам. Фігури в картині «Рибний ринок» створив художник Корнеліс де Вос.